# 37 (liczba)
37 (trzydzieści siedem) – liczba naturalna następująca po 36 i poprzedzająca 38.
Jest jedną z liczb pierwszych.

## 37 w nauce
- liczba atomowa rubidu
- obiekt na niebie Messier 37
- galaktyka NGC 37
- planetoida (37) Fides

## 37 w kalendarzu
37. dniem w roku jest 6 lutego. Zobacz też co wydarzyło się w 37 roku n.e.